# お江戸の百太郎
お江戸の百太郎（おえどのひゃくたろう）は、那須正幹原作の児童文学シリーズ。
本項では、続編である銀太捕物帖（ぎんたとりものちょう）についても記述する。

## 『お江戸の百太郎』 概要
江戸時代を舞台に、岡っ引きの息子である少年が次々に事件を解決するという推理小説（捕物帖）シリーズ。全6巻。キャッチコピーは「ズッコケおやじとシッカリむすこの痛快捕りもの劇」。岩崎書店の現代の創作文学シリーズから刊行された。挿絵は全巻とも長野ヒデ子が担当している。
文政5年（1822年）の晩春から、翌年の暮れにかけての江戸の町を舞台としている。（最終巻のあとがきによると、当初は文化文政のころとだけ大まかに決めており、第2巻で具体的な年代を設定したとのこと）。また第5巻以降、歴史上の実在の人物が何人か登場するようになる。
ストーリーは各巻とも独立している。作中の時間は、作品の発表と同じ順に流れている。各巻とも、江戸時代の文化などに関する薀蓄に、かなりのページが割かれている。

### ラインナップ
1. 1986年 - お江戸の百太郎
2. 1987年 - お江戸の百太郎 怪盗黒手組
3. 1988年 - お江戸の百太郎 赤猫がおどる
4. 1989年 - お江戸の百太郎 大山天狗怪事件
5. 1992年 - お江戸の百太郎 秋祭りなぞの富くじ
6. 1994年 - お江戸の百太郎 乙松、宙に舞う

第1巻は子どもと読書1986年1月号から12月号までに連載された作品4本を収録した短編集。それ以降は、どれも長編作品。
第6巻は1995年に日本児童文学者協会賞を受賞している。

## 『銀太捕物帖』 概要
本項では「銀太編」と略す。
『お江戸の百太郎』シリーズのラストから4年後を舞台とした捕物帖シリーズ。岩崎書店の文学の泉シリーズから刊行された。挿絵は前シリーズ同様長野ヒデ子。
百太郎の義弟である少年・銀太が、かつての義兄と同じように事件を解決するという内容。全4巻。各巻ともカバーの袖に、その巻の概要を記述した「かわら版」というコラムがある。また、前シリーズとは違い、登場人物紹介のページも設けられた。
最終巻には「ここに完結」という表記があるが、内容的には特に終わりらしい終わり方にはなっていない。

### ラインナップ
1. 1999年 - 銀太捕物帖 闇の占い師
2. 2000年 - 銀太捕物帖 真夜中の墓みがき
3. 2002年 - 銀太捕物帖 本所七不思議のひみつ
4. 2007年 - 銀太捕物帖 お江戸のかぐや姫

## 主な登場人物

### 主人公とその家族
百太郎（ひゃくたろう）
主人公。初登場時は12歳で、第2巻からは13歳となる。色の黒い、目のくりくりした少年。愛称は「百」または「百ちゃん」。寺子屋「秋月塾」に通っている。
7歳の時に流行り病で母を亡くし、以後は岡っ引きの父と2人で暮らしてきた。家事も1人でこなしている。前々から捕物の手伝いを度々していたらしい。十手は持っていないが、呼子や火打石といった「七つ道具」の入った皮袋を懐に忍ばせている。
大人顔負けの推理力や行動力で、事件を次々と解決するが、初期の頃は幸運をあてにした行動を取ることもあった。妖怪の存在を半分くらいは信じている。
最終巻では本格的に岡っ引きの修行をすることになり、同心である佐竹の屋敷に住み込むことが決まった。
銀太編では17歳になっており、佐竹の元で事件捜査を行っていた。自宅にはあまり顔を出せないでいる。推理力は健在で、かつての自分のように事件を調べようとする銀太に、的確なアドバイスを与える。
千次（せんじ）
百太郎の父。本所亀沢町の長屋に2人で住んでいた。20年以上前から岡っ引きを務めており、佐竹からも気に入られてはいるが、これまで殆ど手柄を立てたことはなかった。
人柄の良さと力士並みの体格から、「大仏の千次」という異名を持っており、周囲から親しまれているが、その体格ゆえに尾行が苦手。副業は持っていない。勝海舟の両親と面識がある。
年齢は最終巻で「40を2つ3つ出たばかり」と表記されていたが、4年後が舞台の銀太編ではなぜか45歳と明言されていた。
銀太編の人物紹介欄では「相変わらず捕物の腕はさっぱり」とあるが、前シリーズとは違って主人公と共に行動することが増えており、下手人と格闘したり、死体検分について同心から意見を求められたりと、明らかに前シリーズより活躍していた。
お静（おしず）
第3巻から登場した30代の女性（第5巻にのみ登場せず）。前年に左官職人の夫を亡くし、外神田の佐久間町から千次の長屋の向かいに引っ越してきた。
仕立ての腕前が良く、呉服屋の着物仕立ての内職をし、1人息子の銀太を育てている。大工の六蔵という兄がいる。
周囲から千次との再婚を勧められ、最終巻で祝言を挙げることが決まった。
躾には厳しいが、銀太にはあまり守られていない。人を疑うことを嫌っており、銀太編では息子が捜査に係わることに難色を示していた。
銀太（ぎんた）
母親のお静と共に、第3巻から登場した（やはり第5巻のみ未登場）。初登場時7歳。百太郎を実の兄のように慕っており、彼と同じ秋月塾に入った。最終巻で親同士が再婚したため、百太郎の義弟となる。
初登場巻以外では特に目立ったエピソードは無かったが、4年後が舞台の銀太編では2代目主人公となり、11歳にして父の捜査に協力するようになった。年齢の割に小柄だが、頭の回転は速く、町内の子供達からは一目置かれている。

### 兄弟を取り巻く人々
お千賀（おちか）
第1話から登場。森下町の大手材木問屋「伊勢屋」の娘で、初登場時10歳。色白でぽっちゃりした丸顔。右の口元に小さな黒子がある。
誘拐事件に巻き込まれ、百太郎に助けられたことから岡っ引きの仕事に興味を持ち、彼の捜査に度々首を突っ込むようになる。
性格は男勝りで木登りや石投げも得意。石つぶての1撃で下手人を倒したこともある。近所の悪ガキにも顔が利く。
銀太編では第2巻のみに登場。銀太に同じ塾のお袖を紹介するという役どころだった。
寅吉（とらきち）
第1巻の第2話から登場。秋月塾生の最年長者で、ガキ大将的存在。愛称は「虎」または「虎ちゃん」。大工の棟梁の息子。
大柄で気も短いが、百太郎とはよき友人である。彼の捜査に度々協力しようとするが、最終巻以外ではあまり活躍はしなかった。
かつて森下町で不良に絡まれたところをお千賀に助けられており、彼女を苦手としていたが、やがてごく普通に接するようになっていた。最終巻では秋月塾を卒業し、麻布で大工の修行をすることに決まった。
銀太編では第2巻のみに登場。自宅には年に2度帰れるかどうかであるらしく、度々帰宅できる百太郎を羨ましがっていた。
佐竹左門（さたけ さもん）
第1巻の第2話から登場（第1話には名前のみ登場）。南町奉行所の定廻同心を30年以上務めている、50代のベテラン役人。八丁堀の岡崎町にある組屋敷に住んでいる。
気さくな性格で町人を見下したりせず、子供である百太郎や銀太の意見にも真剣に耳を傾ける。千次に目を掛けており、本所深川を見回る際にはいつも彼を連れ歩いている。
柳橋の1番人気であった芸者・お峰に一目惚れして妻にしたというエピソードがある。息子と娘が1人ずついるが、前者は地の文で紹介されただけで、登場はしていない。
銀太編では臨時廻り同心に出世していた。
秋月精之介（あきづき せいのすけ）
第1話から登場。相生町の長屋で書道の寺子屋「秋月塾」を経営する浪人。
元々は東北の池上藩の大名に代々仕える家柄であったが、祖父の代に藩が取り潰されたため、以後親子3代に渡って寺子屋を営んでいる。
父は既に亡く、同じ長屋の老婆に家事を頼みながら1人暮らしをしていたが、最終巻でお園と祝言を挙げた（なお同巻で、18歳の彼女より9歳年上だと表記されている）。
団野道場で男谷精一郎と共に修行した仲であり、彼には及ばないものの、優れた剣術と柔術を身に付けている（銀太編では男谷と互角とされていた）。千次の捕物に協力することも多く、また職業柄毛筆の筆跡鑑定も行える。
お園（おその）
第4巻から登場。佐竹の娘で、18歳。非常に気が強く、口煩い性格。
縁談相手として紹介された秋月に興味を持ち、塾に顔を出すが、初対面から教育方針を元に派手に衝突し、彼に最悪の第一印象を植え付けた。とはいえ、彼女自身は彼を嫌ったわけではないらしく、手作り弁当を手渡すうちに次第に仲良くなっていき、やがて塾の仕事を手伝うまでになった。ただしその性格故に、子供達からは鬼姫とあだ名されるようになる。
4年後が舞台の銀太編では、秋月塾に女子向けの教室を設け、そこの教師となっていたが、性格は相変わらずで「鬼婆」と陰口を叩かれていた。その前年に長男が誕生したと記述されていたが、なぜか最終巻では3年前に出産したことになっていた。
クロ
第1話から登場。百太郎の住む長屋に居付いている黒犬。百太郎の相棒として、捕物の手助けを度々していた。銀太編では第1巻で「昼寝ばかりする老犬になった」と触れられるだけで、一切登場しなかった。
長助（ちょうすけ）
銀太編から登場。秋月塾の最年長者で、銀太の友人。前シリーズにおける寅吉的ポジションのキャラクターだが、彼ほど乱暴ではなく、面倒見も良い。
お袖（おそで）
銀太編の第2巻から登場。にぎり寿司の考案者である世兵衛の1人娘。お千賀から百太郎の活躍について聞かされており、更に銀太と出会ったことで岡っ引きの仕事に興味を持った。
前シリーズのお千賀同様活発で好奇心も強く、千次親子の押しかけ助手となる。